# Mirian Całkałamanidze
Mirian Wasilijewicz Całkałamanidze (gruz. მირიან ცალქალამანიძე; ros. Мириан Васильевич Цалкаламанидзе; ur. 20 kwietnia 1927 w Kondoli, zm. 3 sierpnia 2000 w Telawi) – radziecki zapaśnik walczący w stylu wolnym. Złoty medalista olimpijski z Melbourne 1956, w kategorii 52 kg.
Wicemistrz świata w 1957 i trzeci w 1954 roku.
Mistrz ZSRR w 1954 i 1956; trzeci w 1955. Zakończył karierę sportową w 1960 roku.